# 貫井
貫井（ぬくい）は、東京都練馬区の町名。現行の行政地名は貫井一丁目から五丁目。住居表示実施済み区域である。

## 地理
練馬区の南部に位置する街区。
から時計回りに、練馬区向山、練馬区中村北、中野区上鷺宮、練馬区富士見台、練馬区高野台、練馬区高松、に隣接する。
北部を中心に、工業が盛んである。

### 河川
- 石神井川
- 貫井川　ｰｰｰ (街区内に存在した石神井川支流の廃河川)

### 地価
住宅地の地価は、2025年（令和7年）1月1日の公示地価によれば、貫井3-29-21の地点で46万3000円/m2となっている。

## 歴史
旧・武蔵国豊島郡上練馬村字貫井のほぼ全域と谷原村の一部。貫井は上練馬貫井村として独立した扱いをされることもあり、本貫井・東貫井・西貫井・南貫井・北貫井・向貫井・中貫井といった小名に分かれていた。
1932年（昭和7年）の東京市成立時には当時の板橋区に属して同区練馬貫井町となり、1949年（昭和24年）1月1日に冠称を外して貫井町となった。1965年（昭和40年）4月1日に住居表示が実施され、現行の貫井一丁目から五丁目となった。

### 地名の由来
地名は、湧き水が貫き出でていたことに由来する。

### 町名の変遷
板橋区成立時の町名改称は以下のとおり。
| 実施後     | 実施年月日    | 実施前（いずれも大字上練馬）                                           |
| ---------- | ------------- | ---------------------------------------------------------------------- |
| 練馬貫井町 | 1932年10月1日 | 字東貫井・北貫井・本貫井・向貫井・中貫井・田嶋・東田嶋・西貫井・南貫井 |

| 実施後 | 実施年月日   | 実施前     |
| ------ | ------------ | ---------- |
| 貫井町 | 1949年1月1日 | 練馬貫井町 |

| 実施後     | 実施年月日   | 実施前（各町丁の一部） |
| ---------- | ------------ | ---------------------- |
| 貫井一丁目 | 1965年4月1日 | 中村北四丁目、貫井町   |
| 貫井二丁目 | 1965年4月1日 | 貫井町                 |
| 貫井三丁目 | 1965年4月1日 | 貫井町、谷原町一丁目   |
| 貫井四丁目 | 1965年4月1日 | 貫井町、高松町一丁目   |
| 貫井五丁目 | 1965年4月1日 | 貫井、高松町一丁目     |
| 向山四丁目 | 1965年4月1日 | 向山町、貫井町         |

## 世帯数と人口
2025年（令和7年）4月1日現在（練馬区発表）の世帯数と人口は以下の通りである。
| 丁目       | 世帯数     | 人口     |
| ---------- | ---------- | -------- |
| 貫井一丁目 | 2,822世帯  | 5,113人  |
| 貫井二丁目 | 2,557世帯  | 4,223人  |
| 貫井三丁目 | 2,999世帯  | 5,020人  |
| 貫井四丁目 | 2,342世帯  | 4,464人  |
| 貫井五丁目 | 1,471世帯  | 2,583人  |
| 計         | 12,191世帯 | 21,403人 |

### 人口の変遷
国勢調査による人口の推移。
| 年                 | 人口   |
| ------------------ | ------ |
| 1995年（平成7年）  | 17,981 |
| 2000年（平成12年） | 17,827 |
| 2005年（平成17年） | 18,722 |
| 2010年（平成22年） | 19,921 |
| 2015年（平成27年） | 19,364 |
| 2020年（令和2年）  | 20,796 |

### 世帯数の変遷
国勢調査による世帯数の推移。
| 年                 | 世帯数 |
| ------------------ | ------ |
| 1995年（平成7年）  | 7,953  |
| 2000年（平成12年） | 8,418  |
| 2005年（平成17年） | 9,190  |
| 2010年（平成22年） | 10,278 |
| 2015年（平成27年） | 10,095 |
| 2020年（令和2年）  | 11,574 |

## 学区
区立小・中学校に通う場合、学区は以下の通りとなる（2022年7月現在）。
| 丁目       | 街区             | 小学校                 | 中学校             |
| ---------- | ---------------- | ---------------------- | ------------------ |
| 貫井一丁目 | 全域             | 練馬区立練馬第三小学校 | 練馬区立貫井中学校 |
| 貫井二丁目 | 13～20番         | 練馬区立練馬第三小学校 | 練馬区立貫井中学校 |
| 貫井二丁目 | 1〜5番           | 練馬区立向山小学校     | 練馬区立貫井中学校 |
| 貫井二丁目 | 6〜12番 21〜32番 | 練馬区立練馬第二小学校 | 練馬区立貫井中学校 |
| 貫井三丁目 | 46～55番         | 練馬区立練馬第二小学校 | 練馬区立貫井中学校 |
| 貫井三丁目 | 1〜45番          | 練馬区立練馬第三小学校 | 練馬区立貫井中学校 |
| 貫井四丁目 | 1〜7番           | 練馬区立練馬第三小学校 | 練馬区立貫井中学校 |
| 貫井四丁目 | 8〜47番          | 練馬区立練馬第二小学校 | 練馬区立貫井中学校 |
| 貫井五丁目 | 3～30番          | 練馬区立練馬第二小学校 | 練馬区立貫井中学校 |
| 貫井五丁目 | 1〜2番           | 練馬区立向山小学校     | 練馬区立貫井中学校 |

## 交通

### 鉄道
| 街区内の駅                     |
| ------------------------------ |
| 西武池袋線 - 富士見台駅(SI 08) |

## 産業

### 事業所
2021年（令和3年）現在の経済センサス調査による事業所数と従業員数は以下の通りである。
| 丁目       | 事業所数  | 従業員数 |
| ---------- | --------- | -------- |
| 貫井一丁目 | 170事業所 | 1,060人  |
| 貫井二丁目 | 135事業所 | 1,085人  |
| 貫井三丁目 | 197事業所 | 1,646人  |
| 貫井四丁目 | 98事業所  | 927人    |
| 貫井五丁目 | 77事業所  | 755人    |
| 計         | 677事業所 | 5,473人  |

#### 事業者数の変遷
経済センサスによる事業所数の推移。
| 年                 | 事業者数 |
| ------------------ | -------- |
| 2016年（平成28年） | 712      |
| 2021年（令和3年）  | 677      |

#### 従業員数の変遷
経済センサスによる従業員数の推移。
| 年                 | 従業員数 |
| ------------------ | -------- |
| 2016年（平成28年） | 5,025    |
| 2021年（令和3年）  | 5,473    |

### 農業
- 販売農家数：4戸
- 農業就業人口：11人
- 経営耕地面積：139a
  - 畑：139a
- 主要農作物作付面積
  - キャベツ：139a
  - ダイコン：1a
  - ほうれんそう：1a

（2000年（平成12年）2月1日現在、「練馬区統計書平成17年版 農業センサス」より。）公表されている農業集落の中では最も経営耕地面積が少ない。ほぼキャベツのみを生産している。

### 工業
- 工場数：43（2003年（平成15年）12月現在「練馬区統計書平成17年版 工業統計調査」より）
- 従業者数：646人
  - 常用労働者：627人
  - 事業主・家族従業者：19人
- 製造品出荷額等：996,779（万円）
- 付加価値額：535,765（万円）

貫井の工業は工場数は区内の約5%、製造品出荷額等は約9.5%（第3位）となっているように比較的盛んである。

## 教育
- 東京都立第四商業高等学校（三丁目）
- 練馬区立練馬第三小学校（一丁目）
- 練馬区立練馬第二小学校（二丁目）
- 練馬区立貫井中学校（一丁目）

## 施設
- 練馬区立美術館（一丁目）
- 練馬区立貫井図書館（一丁目）

## その他

### 日本郵便
- 郵便番号 : 176-0021[3]（集配局 : 練馬郵便局[17]）。